# 装着変身
装着変身（そうちゃくへんしん）は、かつてバンダイから発売されていた玩具（アクションフィギュア）。アーマー部分に金属を使用しているため、同社の超合金シリーズとしてもラインアップされている。

## 概要
仮面ライダーシリーズや宇宙刑事シリーズなど等身大の特撮ヒーローを題材としており、劇中に出てくるキャラクターの造形を再現している。いわゆる「クロスタイプ」のフィギュアで、素体となるアクションフィギュアにアーマーを装着させて変身させる。武器を使うヒーローには、その使用武器も同梱されている。
フィギュアの大きさは平均130ミリメートルほど。
ヒーロー以外にも『仮面ライダー龍騎』に登場するミラーモンスターや、ライダーの搭乗バイクを商品化した「装着変身EX」というシリーズも発売されている。

## 歴史
バンダイによる東映ヒーローのアーマー装着型フィギュアの元祖は、『宇宙刑事シャリバン』（1983年）の「プラデラ宇宙刑事シャリバン」である。素体へのアーマー装着によりヒーローの変身を再現するというコンセプトは、翌年『宇宙刑事シャイダー』（1984年）の「プラデラ宇宙刑事シャイダー」にも継承された。
その後、テレビアニメ『聖闘士星矢』（1986年-1989年）を題材とした「聖闘士聖衣大系」が発売。商品サイズやダイキャスト製アーマーの装着法など、基本コンセプトは後の装着変身にも継承されている。
「聖闘士聖衣大系」のヒットを受け、バンダイは1989年の『仮面ライダーBLACK RX』の「3チェンジクロスセット」、翌1990年には『特警ウインスペクター』の「着化指令シリーズ」、1992年『特捜エクシードラフト』の「トライジャケットシリーズ」と次々とクロス系フィギュアを展開。「装着変身シリーズ」の前身ともなった。
2000年の『仮面ライダークウガ』の製作時に商品ラインナップの1つとして、番組担当だった野中剛が企画を考案。数種類の形態に変身するクウガに合わせ、「1つの素体に数種類のアーマーを装着させて変身させる」という玩具が考案され、発売された。『クウガ』の装着変身は大ヒットし、発売当初は売り切れ店が続出。同シリーズの関連商品内でもトップクラスの売り上げを示し、翌年の『仮面ライダーアギト』でも継続された。
2001年には同年に放映された『仮面ライダーアギト』以外にも、『V3』や『アマゾン』など旧シリーズのライダーも商品化された。しかしこの時は『百獣戦隊ガオレンジャー』関連商品の大ヒットの影響で『クウガ』時ほどの売れ行きは示さず、翌年の『仮面ライダー龍騎』はライダーのアクションフィギュアとミラーモンスターのフィギュアをセットにした「R&Mシリーズ」を発売。装着変身シリーズは、しばらく休止される。
日本では売り上げが伸びなかった装着変身だったが、バンダイホンコン（現：バンダイアジア）が販売するアジア地域では好調だった。2002年に香港での『クウガ』放送を機に発売された本シリーズは、既存商品だけでなく「桜島1号」などのカラーバリエーションを独自に発売。さらには日本では商品化されなかったエクシードギルスや仮面ライダーG4も新規に商品化され、これらの商品が日本への逆輸入を経て発売された。これが原動力となり、装着変身シリーズは大人向けのハイターゲット商品として再開された。
2004年、装着変身シリーズの再開第一弾として『仮面ライダー555』のファイズとカイザが発売された。当時は既に『555』の放映は終了しており、バンダイの社内では売上を危惧する声もあったが、結果は良好だった。また、『龍騎』以後は長期シリーズ化が決定し、放送中に発売した『仮面ライダー剣』はさらに好調な売上を出したうえに以降の仮面ライダーシリーズも次々と商品化され、2005年と翌2006年には宇宙刑事シリーズも発売された。2006年4月には装着変身シリーズの歴史をまとめた『装着変身マニアックス』（徳間書店・刊）、2007年1月には『装着変身大全』（ミリオン出版・刊）が刊行された。
2006年10月に発売された『仮面ライダーBLACK』からは商品の仕様が一部変更された。頭部が変身前（人間の顔）と変身後（ヒーローの顔）の2つによる差し替え式となり、胸部アーマーの脇の下の連結部分（ヒンジ）が目立たないように改良された。2007年3月に発売された『仮面ライダー電王』のシリーズからは聖闘士聖衣神話をベースに素体も大きく改良され、可動箇所が大幅に増加された。しかし、『カブト』など『BLACK』の発売以前に商品化されたシリーズに連なる新製品は、過去の商品と並べた際の違和感を無くすため、あえて旧方式のままで発売されている。
2008年4月の事業部の再編成により、従来の男児向け玩具はボーイズトイ事業部に、超合金魂や聖闘士聖衣大系などの大人向け玩具はコレクターズ事業部での開発となった。『仮面ライダーキバ』の玩具は装着変身も含めてボーイズトイ事業部から発売されたが、市販されたのは「キバ」の4形態のみに留まった。
現在は2度目のシリーズ休止状態にあり、コレクターズ事業部が2008年2月に開始した「S.H.Figuarts」が事実上の後継シリーズとして扱われ、ボーイズトイ事業部→ボーイズ事業部（2019年7月の組織改変でブランドデザイン部、2022年2月にブランドトイ事業部に再編され、2024年4月に現在のトイ事業部に再編された。）は仮面ライダーシリーズの放送中に作品ごとのアクションフィギュアシリーズを展開している。

### 仕様の変遷
『仮面ライダークウガ』（2000年）
『クウガ』期の装着変身には、ディスプレイスタンドと紙製のバックパネルが付属した。
初期ラインナップのGD-22からGD-25にはクリア素材の素体フィギュアが付属。可動素体があるのはGD-22「マイティフォーム&グローイングフォーム」のみで、その後の3種はアーマーのみの追加オプションという位置づけであった。バンダイの森安信一によれば、『クウガ』以前の数年はヒーローフィギュアが不調であったため、マーケティングで不安視されており、第1弾にボリュームを持たせ、その後は価格を抑えるという変則的な販売方法を取らざるを得なかったという。
GD-27「ライジングフォームセット」からはクリア素体が廃され、以後は各商品に可動素体が付属するかたちとなった。GD-27の素体では手甲のパーツが追加された。後に発売されたバンダイホンコン版では、初期フォームにもこの素体を採用している。
GD-29「アルティメットフォーム」では、大腿部のみの変更だが専用素体を導入。一部アーマーにもPVC製のものが採用されるなど、後発シリーズにも採用される要素により造形が発展していった。
『仮面ライダーアギト』（2001年）
『アギト』期もディスプレイスタンドが付属。可動素体は腰の可動が追加されたほか、手首の取り外しが可能となり、ギルスの腕アーマーの装着方法やG3の武器装着ギミックなどに用いられた。
昭和仮面ライダー（2001年）
『アギト』と並行して、昭和仮面ライダーも展開。素体はGD-22と共通。ディスプレイスタンドなどは付属しない。
『仮面ライダー555』『仮面ライダー龍騎』『仮面ライダー剣』（2004年）
ハイターゲット商品として再開した新シリーズでは、股関節をポリカーボネイトに変更、足首にボールジョイントを採用するなど、素体のプロポーションや可動域が向上しており、特に肩アーマーは専用の接続部を設けることで肩とは独立した可動が可能となった。素体も専用のものが主流となり、アーマー数が減少した代わりに付属品が増加している。GD-94「仮面ライダーファム&仮面ライダーリュウガ」の仮面ライダーファムでは、初めて女性素体を採用。
『仮面ライダー響鬼』、宇宙刑事シリーズ（2005年）
『響鬼』では肩や腰にボールジョイントを採用し可動部をさらに向上させている一方で、同時期の宇宙刑事シリーズでは従来型の回転式とするなど、キャラクターごとに仕様を使い分けている。
『仮面ライダーカブト』（2006年）
『カブト』期では、GE-17「カブトハイパーフォーム」以外はライダーフォームとマスクドフォームの2種類のアーマーを収録。ディスプレイスタンドとディスプレイ用素体も復活した。素体は、肘が二重関節となった。
『仮面ライダー THE FIRST』（2006年）
『THE FIRST』の2種は、従来の素体よりも頭一つ大きく、胴体も3分割構造になっているなど、独自仕様となっている。
『仮面ライダーBLACK』『仮面ライダーBLACK RX』（2006年）
『BLACK』系の3種では、頭部をマスク装着ではなく差し替え式に変更。胸部アーマーは、初期からの難点であったヒンジを内蔵式にするなど、プロポーションを向上させている。
『仮面ライダー電王』（2007年）
『電王』では、「聖闘士聖衣神話」の素体を参考に、胴体は3分割構造、首は二重ボールジョイント構造となり、肩や股関節もボールジョイントとなった。手首の可動域も増加している。

## ラインナップ
参照装着変身大全 2007, pp. 124–125, 「装着変身リスト」
| No.   | 商品名                                                                    | 発売           | 作品                         | 備考 |
| ----- | ------------------------------------------------------------------------- | -------------- | ---------------------------- | --- |
| GD-22 | 装着変身1 仮面ライダークウガ マイティフォーム&グローイングフォーム        | 2000年1月      | 『仮面ライダークウガ』       | 可動素体のほか、クリアレッドの無可動素体とディスプレイスタンドが付属。 |
| GD-23 | 装着変身2 仮面ライダークウガ ドラゴンフォーム                             | 2000年3月      | 『仮面ライダークウガ』       | クリアブルーの無可動素体とディスプレイスタンドが付属。 |
| GD-24 | 装着変身3 仮面ライダークウガ ペガサスフォーム                             | 2000年3月      | 『仮面ライダークウガ』       | クリアグリーンの無可動素体とディスプレイスタンドが付属。 |
| GD-25 | 装着変身4 仮面ライダークウガ タイタンフォーム                             | 2000年4月      | 『仮面ライダークウガ』       | クリアパープルの無可動素体とディスプレイスタンドが付属。 |
| GD-27 | 装着変身5 仮面ライダークウガ ライジングフォームセット                     | 2000年8月      | 『仮面ライダークウガ』       | 可動素体と4種類の装備のセット。ライジングマイティ、ライジングドラゴン、ライジングペガサス 、ライジングタイタンに換装可能。 LED内蔵のベルトと電池内蔵のバックパックによる発光ギミックを搭載。4種類の装備と素体は石棺型ケースに収納可能。 |
| GD-29 | 装着変身6 仮面ライダークウガ アルティメットフォーム                       | 2000年10月     | 『仮面ライダークウガ』       | 手足にPVCのアーマーを採用。敵怪人ゴ・ガドル・バのフィギュアを同梱。 玩具オリジナルでブラックバージョンのライジングタイタンソード、ライジングペガサスボウガン、ライジングドラゴンロッドが付属。                                          |
| GD-30 | 装着変身1 仮面ライダーアギト 3フォームセット                              | 2001年2月      | 『仮面ライダーアギト』       | グランドフォーム、フレイムフォーム、ストームフォームに換装可能でトリニティフォームも再現可能。 番組でのトリニティフォーム登場に合わせてパッケージにシールが追加された。                                                                 |
| GD-31 | 装着変身2 仮面ライダーG3                                                  | 2001年3月      | 『仮面ライダーアギト』       | GS-03デストロイヤーとGA-04アンタレスは手首を外して装着する。 |
| GD-32 | 装着変身3 仮面ライダーギルス                                              | 2001年4月      | 『仮面ライダーアギト』       | ギルスクロウおよびギルスフィーラー展開状態の腕アーマーが付属。腕アーマーは、手首を外して交換する仕様。 |
| GD-33 | 装着変身SERIES 仮面ライダークウガ マイティフォーム                        | 2001年3月      | 『仮面ライダークウガ』       | GD-22のマイティフォーム単体版。 |
| GD-34 | 装着変身SERIES 仮面ライダー旧1号                                          | 2001年3月      | 『仮面ライダー』             | 素体はGD-22と共通。 |
| GD-35 | 装着変身SERIES 仮面ライダー新2号                                          | 2001年3月      | 『仮面ライダー』             | GD-55のマスクと交換することで、『仮面ライダーストロンガー』以降の客演時での2号を再現可能。 |
| GD-36 | 装着変身SERIES 仮面ライダーV3                                             | 2001年3月      | 『仮面ライダーV3』           | V3ホッパーは着脱不能。 |
| GD-37 | 装着変身SERIES 仮面ライダーアマゾン                                       | 2001年6月      | 『仮面ライダーアマゾン』     | ギギの腕輪は着脱可能。 |
| GD-38 | 装着変身SERIES 仮面ライダーストロンガー                                   | 2001年6月      | 『仮面ライダーストロンガー』 | 胸部アーマーは、ヒンジが肩に設けられている。 |
| GD-39 | 装着変身4 仮面ライダーG3-X                                                | 2001年7月      | 『仮面ライダーアギト』       | 一部パーツはGD-31と共通。GX-05ケルベロスに変形ギミック、GG-02サラマンダーに着脱ギミックを採用。 |
| GD-40 | 装着変身5 仮面ライダーアギト シャイニングフォーム                         | 2001年9月      | 『仮面ライダーアギト』       | バーニングフォームに換装可能。バーニングフォームのアーマーはPVC製で、シャイニングフォームの上に被せる仕様となっている。 シャイニングカリバーは非変形で、3種類付属。                                                                     |
| GD-46 | 装着変身SERIES 仮面ライダー桜島1号                                        | 2002年10月     | 『仮面ライダー』             | ハピネットJPオリジナル。 |
| GD-47 | 装着変身SERIES 仮面ライダーストロンガー チャージアップver.                | 2002年10月     | 『仮面ライダーストロンガー』 | ハビネットJPオリジナル。 |
| GD-48 | 装着変身SERIES ショッカーライダー                                         | 2002年10月     | 『仮面ライダー』             | ハピネットJPオリジナル。 素体の顔は、ショッカー戦闘員をイメージしたペイントとなっている。 |
| GD-50 | 装着変身 仮面ライダーG4                                                   | 2003年2月      | 『仮面ライダーアギト』       | ハピネットJPオリジナル。ギガントのミサイルは着脱可能で、ウイングは着脱式。 |
| GD-51 | 装着変身 仮面ライダーエクシードギルス                                     | 2003年2月      | 『仮面ライダーアギト』       | ハピネットJPオリジナル。胸部アーマーなどはGD-32と共通。 触手などはPVC製。ギルススティンガーは着脱式。 |
| GD-52 | 装着変身 仮面ライダーG3マイルド                                           | 2003年2月      | 『仮面ライダーアギト』       | ハピネットJPオリジナル。装備はGD-31とGD-39から流用。 |
| GD-54 | 装着変身SERIES 仮面ライダー新1号                                          | 2003年9月      | 『仮面ライダー』             | トイズドリームプロジェクト限定。 GD-55のマスクを交換することで、『仮面ライダーV3』第33話・第34話客演時の1号を再現可能。 |
| GD-55 | 装着変身SERIES 仮面ライダー旧2号                                          | 2003年9月      | 『仮面ライダー』             | トイズドリームプロジェクト限定。 |
| GD-61 | 装着変身SERIES 仮面ライダーファイズ                                       | 2004年6月      | 『仮面ライダー555』          | シリーズ復活第1弾。装備収納用のツールBOXが付属。 |
| GD-62 | 装着変身SERIES 仮面ライダーカイザ                                         | 2004年6月      | 『仮面ライダー555』          | カイザブレイガンは非変形で2種類付属。装備収納用のツールBOXが付属。 |
| GD-63 | 装着変身SERIES 仮面ライダー龍騎                                           | 2004年7月      | 『仮面ライダー龍騎』         | 付属武器はR&Mシリーズと同型だが、細部は異なる。 |
| GD-64 | 装着変身SERIES 仮面ライダーシザース                                       | 2004年7月      | 『仮面ライダー龍騎』         | シザースバイザーは開閉可能。 |
| GD-65 | 装着変身SERIES 仮面ライダーブレイド                                       | 2004年8月      | 『仮面ライダー剣』           | 『アギト』以来となる番組放送中の発売。ブレイラウザーのトレイ部分は差替式。 |
| GD-66 | 装着変身SERIES 仮面ライダーギャレン                                       | 2004年8月      | 『仮面ライダー剣』           | GD-65と素体や一部アーマーの形状が共通。ギャレンラウザーのトレイ部分は差替式。 |
| GD-68 | 装着変身SERIES 仮面ライダーカリス                                         | 2004年9月      | 『仮面ライダー剣』           | カリスラウザーはカリスアローに装着可能。 |
| GD-69 | 装着変身SERIES 仮面ライダーレンゲル                                       | 2004年9月      | 『仮面ライダー剣』           | レンゲルラウザーは非可動で2種類付属。 |
| GD-70 | 装着変身SERIES 仮面ライダーナイト                                         | 2004年11月     | 『仮面ライダー龍騎』         | 付属装備はR&Mからの流用ではなく、新規造形。 |
| GD-71 | 装着変身SERIES 仮面ライダーライア                                         | 2004年11月     | 『仮面ライダー龍騎』         | エビルウィップは新規造形。頭部エビルエンドはPVC製。 |
| GD-72 | 装着変身SERIES 仮面ライダーデルタ                                         | 2004年12月     | 『仮面ライダー555』          | デルタムーバーは、デルタフォンと合体可能なビデオモードと、一体成型のポインターモードの2種類が付属。装備収納用のツールBOXが付属。 |
| GD-73 | 装着変身SERIES 仮面ライダーサイガ                                         | 2004年12月     | 『仮面ライダー555』          | フライングアタッカーは変形可能。サイガフォン、サイガドライバーは新規造形。 |
| GD-77 | 装着変身SERIES 仮面ライダー王蛇                                           | 2005年1月      | 『仮面ライダー龍騎』         | ベノバイザー、ベノサーベルは新規造形。肩アーマーは、素体に直接造形されている。 |
| GD-78 | 装着変身SERIES 仮面ライダーガイ                                           | 2005年1月      | 『仮面ライダー龍騎』         | メタルホーンは新規造形。腰部メタルアーマーはPVS製。肩部メタルバイザーは開閉可能。 |
| GD-79 | 装着変身SERIES 仮面ライダーヒビキ                                         | 2005年3月      | 『仮面ライダー響鬼』         | 変身音叉・音角は非可動で2種類付属。収納形態の音角にはディスクアニマルを装着可能。 |
| GD-80 | 装着変身SERIES 仮面ライダーゾルダ                                         | 2005年3月      | 『仮面ライダー龍騎』         | ギガランチャー、ギガキャノンは新規造形で、装着変身EXのマグナギガよりも小ぶりとなっている。 |
| GD-81 | 装着変身SERIES 仮面ライダーインペラー                                     | 2005年3月      | 『仮面ライダー龍騎』         | ガゼルバイザーは、膝に装着する上部と素体と一体化した下部に分割されており、膝の可動によりバイザーの開閉を再現している。 |
| GD-82 | 装着変身SERIES 仮面ライダーオーディン                                     | 2005年4月      | 『仮面ライダー龍騎』         | 肩アーマーは素体に直接造形されている。 |
| GD-83 | 装着変身SERIES 仮面ライダーベルデ                                         | 2005年4月      | 『仮面ライダー龍騎』         | バイオワインダーのワイヤー部分はテグス製。GD-70と同一のウイングランサーが付属。 |
| GD-84 | 装着変身SERIES 仮面ライダーイブキ                                         | 2005年4月      | 『仮面ライダー響鬼』         | 変身鬼笛・音笛と音撃鳴・鳴風は非可動で、それぞれ2種類付属。音撃管・烈風はパーツ装着により音撃モードを再現。 |
| GD-85 | 装着変身SERIES 仮面ライダートドロキ                                       | 2005年6月      | 『仮面ライダー響鬼』         | 変身鬼弦・音錠と音撃弦・烈雷は非可動で、それぞれ2種類付属。音撃モードの烈雷にはバックルの音撃震・雷轟を装着可能。 |
| GD-86 | 装着変身SERIES 仮面ライダーブレイド キングフォーム                        | 2005年6月      | 『仮面ライダー剣』           | |
| GD-87 | 装着変身SERIES 仮面ライダーグレイブ                                       | 2005年6月      | 『仮面ライダー剣』           | 一部パーツはGD-65、GD-66と共通。 |
| GD-88 | 装着変身SERIES 仮面ライダーヒビキクレナイ                                 | 2005年8月      | 『仮面ライダー響鬼』         | GD-79のリカラー。 |
| GD-89 | 装着変身SERIES 宇宙刑事ギャバン                                           | 2005年9月      | 『宇宙刑事ギャバン』         | 初の仮面ライダーシリーズ以外からの商品化。腰回りは素体部分に造形している。レーザーブレードは2種類付属。 |
| GD-90 | 装着変身SERIES 仮面ライダーザンキ                                         | 2005年9月      | 『仮面ライダー響鬼』         | GD-85のリカラー。 |
| GD-91 | 装着変身SERIES 仮面ライダータイガ                                         | 2005年10月     | 『仮面ライダー龍騎』         | デストバイザーは開閉可能。デストクローは新規造形。 |
| GD-92 | 装着変身SERIES オルタナティブ                                             | 2005年10月     | 『仮面ライダー龍騎』         | 素体は完全新規造形。 |
| GD-93 | 装着変身SERIES 仮面ライダーアームドヒビキ                                 | 2005年10月     | 『仮面ライダー響鬼』         | 太腿やふくらはぎのアーマーは、2分割式。音撃棒は新規造形で、鬼石を取り外して背中に装着可能。 |
| GD-94 | 装着変身SERIES 仮面ライダーファム&仮面ライダーリュウガ                    | 2005年12月     | 『仮面ライダー龍騎』         | ファムはシリーズ初の女性素体。マントはPVC製。 リュウガは、GD-63と同様の構成。マスクは2種類。ブランク用のVバックルが付属。 |
| GD-95 | 装着変身SERIES 宇宙刑事シャリバン                                         | 2006年1月      | 『宇宙刑事シャリバン』       | 素体の手足はGD-89と同型。レーザーブレード、クライムバスターのほか、伊賀獅子の剣が付属。 |
| GD-96 | 装着変身SERIES 宇宙刑事シャイダー                                         | 2006年1月      | 『宇宙刑事シャイダー』       | 肩アーマーの存在など、GD-89、GD-95とは構成が異なる。レーザーブレードは、発光前後の2種類が付属。 |
| GE-04 | 装着変身SERIES 仮面ライダーカブト                                         | 2006年3月      | 『仮面ライダーカブト』       | 換装によりライダーフォームとマスクドフォームを再現。可動素体のほか、ディスプレイ用素体とディスプレイスタンドが付属。 カブトゼクターは非可動で2種類付属。カブトクナイガンは、クナイの着脱が可能。                                        |
| GE-05 | 装着変身SERIES GARO                                                       | 2006年3月      | 『GARO-牙狼-』               | マントは差替式。 |
| GE-06 | 装着変身SERIES 仮面ライダーザビー                                         | 2006年4月      | 『仮面ライダーカブト』       | 換装によりライダーフォームとマスクドフォームを再現。可動素体のほか、ディスプレイ用素体とディスプレイスタンドが付属。 ザビーゼクターは非可動で2種類付属。                                                                                |
| GE-07 | 装着変身SERIES 仮面ライダー1号（仮面ライダー THE FIRST）                  | 2006年4月      | 『仮面ライダー THE FIRST』   | 素体は従来より頭身が上がっている。 |
| GE-08 | 装着変身SERIES 仮面ライダー2号（仮面ライダー THE FIRST）                  | 2006年4月      | 『仮面ライダー THE FIRST』   | 基本構造はGE-07と同一だが、細部は異なる。 |
| GE-11 | 装着変身SERIES 仮面ライダードレイク                                       | 2006年5月      | 『仮面ライダーカブト』       | 換装によりライダーフォームとマスクドフォームを再現。可動素体のほか、ディスプレイ用素体とディスプレイスタンドが付属。 ドレイクゼクターは、差し替えにより各形態を再現。                                                                   |
| GE-12 | 装着変身SERIES 仮面ライダーサソード                                       | 2006年6月      | 『仮面ライダーカブト』       | 換装によりライダーフォームとマスクドフォームを再現。可動素体のほか、ディスプレイ用素体とディスプレイスタンドが付属。 サソードゼクターはサソードヤイバーに着脱可能。                                                                     |
| GE-13 | 装着変身SERIES 仮面ライダーファイズ ブラスターフォーム                    | 2006年6月      | 『仮面ライダー555』          | ブラッディキャノン、ファイズブラスターは変形可能。非可動手首が付属。 |
| GE-14 | 装着変身SERIES 仮面ライダーオーガ                                         | 2006年6月      | 『仮面ライダー555』          | ワイズマンローブはPVC製。オーガストランザーは非変形で2種類付属。 |
| GE-15 | 装着変身SERIES 仮面ライダーガタック                                       | 2006年7月      | 『仮面ライダーカブト』       | 換装によりライダーフォームとマスクドフォームを再現。可動素体のほか、ディスプレイ用素体とディスプレイスタンドが付属。 ガタックゼクターは非可動で、2種類付属。ガタックダブルカリバーは合体および肩への着脱が可能。                        |
| GE-16 | 装着変身SERIES 仮面ライダーBLACK                                          | 2006年10月     | 『仮面ライダーBLACK』        | 頭部は差替式。胸部アーマーはヒンジが内蔵式となった。 |
| GE-17 | 装着変身SERIES 仮面ライダーカブト ハイパーフォーム                        | 2006年10月     | 『仮面ライダーカブト』       | 手足の展開ギミックは素体部分に設けられた。ハイパーゼクターは非可動で、2種類付属。パーフェクトゼクターは、変形および各ゼクターの着脱が可能。ザビーゼクター、ドレイクゼクター、サソードゼクターは新規造形。                               |
| GE-18 | 装着変身SERIES 仮面ライダーBLACK RX                                       | 2006年11月     | 『仮面ライダーBLACK RX』     | パーツ構成はGE-16を踏襲。リボルケインは発光前後の2種類が付属。 |
| GE-19 | 装着変身SERIES シャドームーン                                             | 2006年12月     | 『仮面ライダーBLACK』        | パーツ構成はGE-16を踏襲。サタンサーベル、シャドーセイバーが付属。 |
| GE-21 | 装着変身SERIES 仮面ライダー電王 ソードフォーム                            | 2007年3月      | 『仮面ライダー電王』         | |
| GE-22 | 装着変身SERIES 仮面ライダー電王 アックスフォーム                          | 2007年4月      | 『仮面ライダー電王』         | |
| GE-23 | 装着変身SERIES 仮面ライダー電王 ガンフォーム                              | 2007年4月      | 『仮面ライダー電王』         | |
| GE-24 | 装着変身SERIES 仮面ライダー電王 ロッドフォーム                            | 2007年5月      | 『仮面ライダー電王』         | |
| GE-25 | 装着変身SERIES 仮面ライダー龍騎サバイブ                                   | 2007年6月      | 『仮面ライダー龍騎』         | |
| GE-26 | 装着変身SERIES 仮面ライダーナイトサバイブ                                 | 2007年6月      | 『仮面ライダー龍騎』         | |
| GE-27 | 装着変身SERIES 仮面ライダーゼロノス アルタイルフォーム・ベガフォーム      | 2007年8月      | 『仮面ライダー電王』         | |
| GE-28 | 装着変身SERIES 仮面ライダー電王 プラットフォーム&モモタロスイマジン       | 2007年9月      | 『仮面ライダー電王』         | モモタロスはヒザ関節を始め、後のS.H.Figuartsとの共通部分がさらに増えている。 |
| GE-30 | 装着変身SERIES 仮面ライダー電王 ライナーフォーム                          | 2007年11月     | 『仮面ライダー電王』         | |
| GE-32 | 装着変身SERIES 仮面ライダーゼロノス ゼロフォーム                          | 2008年2月      | 『仮面ライダー電王』         | |
| GE-33 | 装着変身SERIES 仮面ライダーキバ キバフォーム                              | 2008年3月      | 『仮面ライダーキバ』         | |
| GE-37 | 装着変身SERIES 仮面ライダーキバ ガルルフォーム                            | 2008年5月      | 『仮面ライダーキバ』         | |
| GE-38 | 装着変身SERIES 仮面ライダーキバ バッシャーフォーム                        | 2008年5月      | 『仮面ライダーキバ』         | |
| GE-39 | 装着変身SERIES 仮面ライダーキバ ドッガフォーム                            | 2008年6月      | 『仮面ライダーキバ』         | |
| GE-41 | 装着変身SERIES 劇場版仮面ライダーキバ 仮面ライダーアーク&仮面ライダーレイ | 2008年12月発送 | 『仮面ライダーキバ』         | B★SHOP Yahoo!店限定 |
|       | 装着変身シリーズ アクション3怪人セット                                    | 2001年6月      | 『仮面ライダーアギト』       | ジャガーロード、トータスロード、スネークロードのフィギュアセット。 装着変身の素体とは造形が異なり、基本構造は翌年の「R&Mシリーズ」に継承された。                                                                                        |

### 装着変身EXシリーズ
「仮面ライダー龍騎」に登場したモンスターのアクションフィギュアセットや、ライダーが搭乗したバイクの模型など。超合金シリーズには含まれない。ミラーモンスターのセットは、新規造形された物と、以前R&Mシリーズで発売された物のリペイント品によって構成されている。
| 商品名                                           | 発売       | 作品                                           | 備考 |
| ------------------------------------------------ | ---------- | ---------------------------------------------- | --- |
| 装着変身SERIES EX ミラーモンスターズ01           | 2005年7月  | 『仮面ライダー龍騎』                           | ギガゼール、メタルゲラス、エビルダイバーのセット。                                                                   |
| 装着変身SERIES EX ミラーモンスターズ02           | 2005年11月 | 『仮面ライダー龍騎』                           | サイコローグ、デストワイルダーのセット。 サイコローグはサイコローダーに変形可能。また、肩アーマーはGD-92に装備可能。 |
| 装着変身SERIES EX ミラーモンスターズ03           | 2006年4月  | 『仮面ライダー龍騎』                           | バイオグリーザ、ダークウイング、ゴルトフェニックスのセット。                                                         |
| 装着変身SERIES EX ミラーモンスターズ04           | 2006年8月  | 『仮面ライダー龍騎』                           | ドラグレッダー、マグナギガ、ボルキャンサーのセット。 ボルキャンサーの肩アーマーはGD-64に装備可能。                   |
| 装着変身SERIES EX バトルホッパー＆アクロバッター | 2006年11月 | 『仮面ライダーBLACK』 『仮面ライダーBLACK RX』 | 換装してバトルホッパーまたはアクロバッターにできる。素体となるマシンフレームはオリジナルデザイン。                   |
| 装着変身SERIES EX ミラーモンスターズ05           | 2006年12月 | 『仮面ライダー龍騎』                           | ドラグブラッカー、ベノスネーカー、ブランウイングのセット。                                                           |

### 限定品
イベントや特定の店、海外や誌上限定などで販売された商品。基本的に過去の商品のリペイント品だが、新規造形されたパーツが加えられた商品もある。
| No.     | 商品名                                                             | 発売       | 作品                   | 備考 |
| ------- | ------------------------------------------------------------------ | ---------- | ---------------------- | --- |
| GD-30   | 金ピカ装着変身1 仮面ライダーアギト3フォームセット                  | 非売品     | 『仮面ライダーアギト』 | 雑誌『てれびくん』2001年5月号「アタック！マシントルネイダー銀はがしゲーム」プレゼント品。 |
| GD-31   | 金ピカ装着変身2 仮面ライダーG3                                     | 非売品     | 『仮面ライダーアギト』 | 雑誌『てれびくん』2001年5月号-8月号「仮面ライダーアギトファンクラブ」会員特別プレゼント。 |
| GD-30   | 装着変身1 仮面ライダーアギト 3フォームセット（シルバーバージョン） | 非売品     | 『仮面ライダーアギト』 | 雑誌『テレビマガジン』2001年6月号「3大ライダー装着変身シルバーバージョン大プレゼント！」プレゼント品。 |
| GD-31   | 装着変身2 仮面ライダーG3（シルバーバージョン）                     | 非売品     | 『仮面ライダーアギト』 | 雑誌『テレビマガジン』2001年6月号「3大ライダー装着変身シルバーバージョン大プレゼント！」プレゼント品。 |
| GD-32   | 装着変身3 仮面ライダーギルス（シルバーバージョン）                 | 非売品     | 『仮面ライダーアギト』 | 雑誌『テレビマガジン』2001年6月号「3大ライダー装着変身シルバーバージョン大プレゼント！」プレゼント品。 |
| GD-32   | 金ピカ装着変身3 仮面ライダーギルス                                 | 非売品     | 『仮面ライダーアギト』 | 雑誌『てれびくん』2001年8月号「6大ヒーロー銀はがし」仮面ライダーアギトコースパーフェクト賞プレゼント品。 |
| GD-40   | 金ピカ装着変身 仮面ライダーアギト シャイニングフォーム             | 非売品     | 『仮面ライダーアギト』 | 雑誌『てれびくん』2001年12月号「仮面ライダーアギト シャイニングフォームぬりえコンテスト!!」大賞プレゼント品。 |
| GD-92-0 | オルタナティブ・ゼロ                                               |            | 『仮面ライダー龍騎』   | 雑誌『ハイパーホビー』2006年3月号誌上限定販売。GD-92のリペイント版。素体頭部は新規造形で、眼鏡の着脱が可能。 |
| GD-92-0 | オルタナティブ・ゼロ                                               |            | 『仮面ライダー龍騎』   | 『装着変身マニアックス』誌上限定販売。本体仕様はハイパーホビー版と同一だが、パッケージが異なる。 龍騎ブランク体のボーナスパーツが付属。GD-63のアーマー、GD-70の素体、GD-94のブランクバックルを組み合わせて龍騎ブランク体が再現可能となる。 |
| GE-20   | 仮面ライダーファイズ アクセルフォーム                              |            | 『仮面ライダー555』    | 書籍『装着変身大全』誌上限定販売。 |
| GE-29   | 仮面ライダー電王 ウイングフォーム                                  |            | 『仮面ライダー電王』   | バンダイ魂ウェブストア限定。 |
| GE-31   | 仮面ライダー電王 5フォームセット                                   | 2007年11月 | 『仮面ライダー電王』   | トイザらス限定。アーマーはメッキ加工で、素体の一部が新規造形。 |
| GE-40   | 仮面ライダー電王 クライマックスフォーム                            |            | 『仮面ライダー電王』   | B★SHOP限定。電仮面の付け替えでボイスターズパンチ、ボイスターズキックが再現可能。 |

### バンダイホンコン発売アイテム
| No.   | 商品名                                                                | 作品                   | 備考 |
| ----- | --------------------------------------------------------------------- | ---------------------- | --- |
| GD-33 | 装着変身 仮面ライダークウガ マイティフォーム                          | 『仮面ライダークウガ』 | 素体はGD-27のものを使用。手甲パーツが追加された。 グローイングフォームは未発売。                                                                     |
| GD-23 | 装着変身 仮面ライダークウガ ドラゴンフォーム                          | 『仮面ライダークウガ』 | 無可動素体は付属せず、GD-27の素体が付属。手甲パーツが追加された。                                                                                    |
| GD-24 | 装着変身 仮面ライダークウガ ペガサスフォーム                          | 『仮面ライダークウガ』 | 無可動素体は付属せず、GD-27の素体が付属。手甲パーツが追加された。                                                                                    |
| GD-25 | 装着変身 仮面ライダークウガ タイタンフォーム                          | 『仮面ライダークウガ』 | 無可動素体は付属せず、GD-27の素体が付属。手甲パーツが追加された。                                                                                    |
| GD-27 | 装着変身 仮面ライダークウガ ライジングマイティフォーム                | 『仮面ライダークウガ』 | 日本版GD-27の単体発売。 |
| GD-27 | 装着変身 仮面ライダークウガ ライジングドラゴンフォーム                | 『仮面ライダークウガ』 | 日本版GD-27の単体発売。 |
| GD-27 | 装着変身 仮面ライダークウガ ライジングペガサスフォーム                | 『仮面ライダークウガ』 | 日本版GD-27の単体発売。 |
| GD-27 | 装着変身 仮面ライダークウガ ライジングタイタンフォーム                | 『仮面ライダークウガ』 | 日本版GD-27の単体発売。 |
|       | 装着変身 仮面ライダークウガ アメイジングマイティフォーム              | 『仮面ライダークウガ』 | 日本未発売。GD-22をベースに、GD-27のマイティアンクレットが2個付属。                                                                                  |
|       | 装着変身 仮面ライダークウガ アルティメットフォーム                    | 『仮面ライダークウガ』 | ゴ・ガドル・バおよび武器の付属は無し。日本版ではアーマーの塗装がグロス仕上げだったが香港版では劇中スーツを参考にアーマーの塗装が艶消しになっている。 |
| GD-30 | 装着変身 仮面ライダーアギト グランドフォーム                          | 『仮面ライダーアギト』 | 日本版GD-30の単体発売。ストーム、フレイム用の手甲付き手首は付属しない。                                                                              |
| GD-30 | 装着変身 仮面ライダーアギト ストームフォーム                          | 『仮面ライダーアギト』 | 日本版GD-30の単体発売。ストーム、フレイム用の手甲付き手首は付属しない。                                                                              |
| GD-30 | 装着変身 仮面ライダーアギト フレイムフォーム                          | 『仮面ライダーアギト』 | 日本版GD-30の単体発売。ストーム、フレイム用の手甲付き手首は付属しない。                                                                              |
| GD-31 | 装着変身 仮面ライダーG3                                               | 『仮面ライダーアギト』 | |
| GD-32 | 装着変身 仮面ライダーギルス                                           | 『仮面ライダーアギト』 | |
| GD-39 | 装着変身 仮面ライダーG3-X                                             | 『仮面ライダーアギト』 | ガードチェイサー用のアタッチメントは付属しない。 |
|       | 装着変身 仮面ライダーアギト バーニングフォーム                        | 『仮面ライダーアギト』 | 日本版GD-40の単体発売。日本版ではアーマーに墨入れがされていなかったが、香港版にはアーマーに墨入れがされている。                                      |
| GD-40 | 装着変身 仮面ライダーアギト シャイニングフォーム                      | 『仮面ライダーアギト』 | 日本版GD-40の単体発売。 |
|       | 仮面ライダーアギト シャイニングフォームリミテッドゴールドエディション | 『仮面ライダーアギト』 | 香港での販促キャンペーン品。 |
| GD-48 | 装着変身 ショッカーライダーNo.2                                       | 『仮面ライダー』       | 日本未発売。GD-48のリカラー。素体のペイントは各マフラーと同色。                                                                                      |
| GD-48 | 装着変身 ショッカーライダーNo.3                                       | 『仮面ライダー』       | 日本未発売。GD-48のリカラー。素体のペイントは各マフラーと同色。                                                                                      |
| GD-48 | 装着変身 ショッカーライダーNo.4                                       | 『仮面ライダー』       | 日本未発売。GD-48のリカラー。素体のペイントは各マフラーと同色。                                                                                      |
| GD-48 | 装着変身 ショッカーライダーNo.5                                       | 『仮面ライダー』       | 日本未発売。GD-48のリカラー。素体のペイントは各マフラーと同色。                                                                                      |
| GD-48 | 装着変身 ショッカーライダーNo.6                                       | 『仮面ライダー』       | 日本未発売。GD-48のリカラー。素体のペイントは各マフラーと同色。                                                                                      |
|       | 装着変身 仮面ライダーG4                                               | 『仮面ライダーアギト』 | バンダイホンコン開発商品。 |
|       | 装着変身 仮面ライダーエクシードギルス                                 | 『仮面ライダーアギト』 | バンダイホンコン開発商品。 |
|       | 装着変身 仮面ライダーG3マイルド                                       | 『仮面ライダーアギト』 | バンダイホンコン開発商品。 |
|       | 装着変身SERIES 仮面ライダー新1号                                      | 『仮面ライダー』       | ホンコン先行発売。 |
|       | 装着変身SERIES 仮面ライダー旧2号                                      | 『仮面ライダー』       | ホンコン先行発売。 |

## 関連フィギュア

### 装着変身×キューブリック
装着変身と『メディコム・トイ』の『キューブリック』とのコラボレーション企画。キャラクターのキューブリック化だけでなく、アーマー着脱の装着変身的遊びも取り入れられている。
装着変身×キューブリック 仮面ライダーVol.1（2007年12月）
- 仮面ライダー旧1号
- 仮面ライダー旧2号
- 蜘蛛男
- 仮面ライダー響鬼
- 仮面ライダー斬鬼
- 仮面ライダー轟鬼（シークレット）
- 仮面ライダー響鬼紅（シークレット）
- 仮面ライダー桜島1号（シークレット）

## ライダーバイク関連
クウガおよびアギトでは装着変身と同スケールの連動アイテムとしてポピニカが発売された。
| 商品名                                                 | 発売      | 作品                   | 備考 |
| ------------------------------------------------------ | --------- | ---------------------- | --- |
| ポピニカ DXトライゴウラム                              | 2000年4月 | 『仮面ライダークウガ』 | トライチェイサー2000とバトルゴウラムのセットで、両者を合体させてトライゴウラムとなる。合体時にトライチェイサーを変形させることで、撮影車両ではベース車の異なる両形態を再現している。 装着変身クウガが搭乗可能なほか、ゴウラム下部にグリップを取り付けて掴まらせることも可能。 |
| ポピニカ DXビートゴウラム                              | 2000年9月 | 『仮面ライダークウガ』 | ビートチェイサー2000とバトルゴウラムエンシェントバージョン、五代雄介フィギュア、一条刑事の携帯電話がセット。ビートチェイサーとゴウラムを合体させてビートゴウラムとなり、さらにライジングビートアーマーを装着しライジングビートゴウラムとなる。 携帯電話との赤外線通信による音声ギミックを搭載。玩具オリジナルギミックとして、フロント部のライジングビートアーマーをクウガの盾として装備させることが可能。 |
| ポピニカ DXトライゴウラム 限定ブラックヘッドバージョン | 2000年9月 | 『仮面ライダークウガ』 | 数量限定販売。パッケージはDXトライゴウラムにシールを足したのみ。 |
| ポピニカ 銀ピカトライゴウラム                          | 非売品    | 『仮面ライダークウガ』 | 雑誌『てれびくん』2000年6月号「てれびくん24周年記念ヒーロースペシャルプレゼント!!」プレゼント品。 |
| ポピニカ 黄金のトライゴウラム                          | 非売品    | 『仮面ライダークウガ』 | 雑誌『テレビマガジン』2000年6月号「仮面ライダークウガ人気大コンテスト」プレゼント品。 |
| ポピニカ DXビートゴウラムゴールドバージョン            | 非売品    | 『仮面ライダークウガ』 | 雑誌『てれびくん』2000年12月号「仮面ライダークウガ バトルはり絵コンテスト」プレゼント品。 |
| ポピニカ DXビートゴウラム（銀）                        | 非売品    | 『仮面ライダークウガ』 | 雑誌『テレビマガジン』2001年1月号懸賞プレゼント品。 |
| ビートチェイサー2000 ブルーラインバージョン            | 2001年3月 | 『仮面ライダークウガ』 | イベント「仮面ライダーワールド」限定販売。ビートチェイサー2000と五代雄介フィギュアのリカラー版。音声ギミックは内蔵していない。 |
| ポピニカ DXマシントルネイダー                          | 2001年5月 | 『仮面ライダーアギト』 | スライダーモードに変形可能。アギトライディングフィギュアが付属し、内蔵磁石によりスライダーモードの上にに立たせることが可能。 後にシャイニングフォームとバーニングフォームの画像を載せたパッケージに変更されたが、フィギュアはグランドフォームのままである。 |
| ポピニカ DXガードチェイサー                            | 2001年6月 | 『仮面ライダーアギト』 | G3のライディングフィギュアが付属。各部にGD-31の装備を収納可能。また、GD-39付属のアタッチメントによりGX-05も積載可能。 後にG3-Xの画像を載せたパッケージに変更されたが、フィギュアはG3のままである。 |
| ポピニカ DXギルスレイダー                              | 2001年6月 | 『仮面ライダーアギト』 | ギルスのライディングフィギュアが付属。 |

このほか、書籍『装着変身大全』では装着変身が搭乗可能なライダーマシン玩具を紹介している。